# ورنك باهامي
ورنك باهامي (الاسم العلمي:Raja bahamensis) (بالإنجليزية: Bahama skate)‏ هو نوع من الأسماك يتبع جنس الورنك من الفصيلة الورنكية.